# Silvino Santos
Silvino Simões Santos Silva (Cernache do Bonjardim, Portugal, 1886 — Manaus, Brasil, 14 de maio de 1970) foi um fotógrafo e cinegrafista luso-brasileiro que se estabeleceu em Manaus, tendo sido o autor, juntamente com Agesilau Araújo (filho do Comendador J.G. Araújo), do clássico documentário em branco-e-preto sobre a Amazônia, intitulado No Paiz das Amazonas (Brasil, 1921).  O diretor cinematográfico Aurélio Michiles, em 1997, lançou o filme O cineasta da selva, sobre a vida e a obra cinematográfica de Silvino Santos.

## Biografia
Filho de António Simões Santos Silva, um professor de música e de Vírginia Silva, Silvino Santos, ainda muito jovem, partiu para tentar a vida na lendária Amazônia. Chegando a Belém do Pará foi trabalhar no comércio.
Santos aprendeu a fotografar nesta época já demonstrando enorme talento, foi descoberto por Júlio Cezar Araña, um dos mais poderosos seringalistas da Amazónia no Peru. Araña era responsável pela Peruvian Amazon Co. e queria sensibilizar os acionistas ingleses, que estavam indignados pelas acusações de Hardenburg, um missionário americano. Este afirmava que no rio Putumayo, Araña escravizava e assassinava nativos. Este foi defender-se no Tribunal dos Comuns em Londres e percebeu que havia uma novidade sensacional que poderia servir como veículo de propaganda: o cinema. 
Araña financiou uma viagem de Silvino Santos  a Paris. As instalações da casa Pathé e os laboratórios dos irmãos Lumière foram assim frequentados pelo rapaz que procurava películas resistentes ao calor dos trópicos. Retornando ao rio Putumayo, onde se havia estabelecido, Silvino Santos rodou o filme que mostrava os seringais de Araña em 1912. 
Sivino Santos casou com Anna Maria Schermuly, uma descendente de alemães órfã, que era tutelada por Araña. 
Em 1914, o filme rodado no Peru foi copiado nos Estados Unidos, mas o filme perdeu-se porque o navio onde se encontravam os negativos foi afundado. 
Silvino Santos estabeleceu-se em Manaus. O seu segundo filme também se perdeu: Em 1918, o comerciante Manoel Gonçalves resolveu fundar a Amazônia Cine Film e foi realizada a película documental Amazonas, o Maior Rio do Mundo. O empresário Avelino Cardoso participava do empreendimento. O noivo de sua filha, Propércio Saraiva, a título de copiar o filme em Londres, desapareceu com os originais deixando assim o cineasta em difícil situação financeira. A firma se dissolveu e o material cinematográfico foi arrematado pelo Comendador Joaquim Gonçalves de Araújo. . 
Em 1921 filmou No Paiz das Amazonas, filme de rara beleza fotográfica, exibido no Cinema Pathé do Boulevard des Italiens, em Paris, e nos principais centros da Europa. O lançamento comercial no Rio de Janeiro, foi em 2 de abril de 1923 no cinema Palais. O Paiz comentou: "Chama-se No Paiz das Amazonas e é uma estupenda licão de coisas. Paisagens, maravilhas phisicas, riquezas naturaes, progressos economicos, typos, costumes, cidades, tudo se projecta nessa empolgante pellicula, que o Sr. Presidente da República teve ensejo de admirar, com todos os Ministros de Estado, no Palácio do Cattete e a que não poupou honrosos encomios". 
Esse filme foi produzido inicialmente para ser exibido na Exposição Comemorativa do Centenário da Independência. No Rio de laneiro, Silvino Santos filmou a Exposição, na qual seu filme fez enorme sucesso, e rodou o documentário Terra Encantada, focalizando os mais variados aspectos da Capital Federal. 
Em 1924/25 realizou No Rasto do EI-Dorado, documentação cinematográfica da Expedição Alexander Hamilton Rice, outro sucesso estrondoso. 
Produziu ainda Terra Portuguesa e O Comilão Da Estácio, focalizando aspectos de Portugal, onde permaneceu de 1925 a 1930 com a família Araújo. Trabalhou até o fim de sua vida na firma do Comendador Araújo. Teve dois filhos, Guilherme (1914) e Lilia (1916, com a curiosidade de ter também ter nascido em Cernachje do Bonjardim, para onde Silvino havia enviado sua filha). 
Quando já não produzia longa-metragens, Silvino Santos fez curtas-metragens para exibição na Fábrica de Cerveja e Gelo de Miranda Corrêa e Cia. Era um ambiente refinado onde a sociedade amazonense ia se admirar na tela do cinematógrafo. 
Em 1970, os cineastas Roberto Kahané, Domingos Demasi Filho e Paulo Sérgio Muniz realizaram o curta-metragem Silvino Santos, o Fim de um Pioneiro. 
Em novembro e dezembro de 1981 realizou-se na Galeria de Arte Afrânio de Castro, em Manaus, uma exposição fotográfica comemorativa dos 95 anos de nascimento do cineasta.

## Filmografia
- 1912 - Filme rodado no Rio Putumayo
- 1918 - Amazonas, o Maior Rio do Mundo
- 1921 - No Paiz das Amazonas
- 1922 - Documentação cinematográfica da Exposição da Independência
- 1923 - Terra Encantada
- 1924 - Documentação cinematográfica da Intervenção Federal no Estado do Amazonas, no episódio do golpe de Ribeiro Júnior
- 1924/25 - No Rasto do El-Dorado
- 1925/27 - Terra Portuguesa
- 1929/30 - O Comilão da Estácio